# Manel Loureiro
Manel Loureiro Doval, né à Pontevedra le 30 décembre 1975, est un écrivain et avocat espagnol.

## Biographie
Diplômé en droit, il a travaillé comme présentateur et scénariste pour la Télévision de Galice. Il collabore avec les journaux: Diario de Pontevedra, ABC et El Mundo. Il est également un collaborateur régulier de Radio Nacional de España et de l'édition espagnole du magazine GQ.
Son premier roman, Apocalypse Z, est un thriller qui a débuté sous la forme d'un blog sur Internet, puis a été publié par Editorial Dolmen en Espagne en 2007, avant d'être réédité par Plaza&Janés. Il a également sorti, financé par financement participatif, un jeu de société basé sur ce roman.
Ses romans suivants, Los Días Oscuros et La Ira de los Justos, ont été publiés par Plaza & Janés, qui fait partie du groupe Random House Mondadori. Ces deux romans poursuivent et complètent l'histoire commencée dans Apocalypse Z.
Ses romans ont été traduits dans plus de vingt langues et se sont vendus à plus de 200 000 exemplaires aux États-Unis. Manel Loureiro est l'un des rares auteurs espagnols contemporains à avoir réussi à dépasser la barre des 200 000 exemplaires vendus aux États-Unis, avec Juan Gómez-Jurado, Javier Sierra et Carlos Ruiz Zafón,,.
Son roman El último pasajero a été l'une des meilleures ventes de 2013 en Espagne. En outre, l'édition anglaise de ce livre a passé une semaine en tête de la liste des best-sellers absolus aux États-Unis, la première fois qu'un auteur espagnol a réussi à atteindre la liste des best-sellers avec des précommandes.
The Last Passenger est également le seul titre d'un auteur non américain à figurer parmi les 100 meilleures ventes de livres aux États-Unis.
Il est prévu d'adapter certains de ses romans au cinéma.
En 2024, Amazon Prime diffuse Apocalypse Z : Le début de la fin, film basé sur son roman éponyme publié en 2008.

## Œuvre
- Apocalypse Z 1. Le principe de la fin (Dolmen, 2008, Réédité par Plaza & Janés, 2010)
- Apocalypse Z 2. Les jours obscurs (Plaza & Janés, 2010)
- Juego de Tronos: Un libro afilado como el acero valyrio (Errata Nature, 2011), co-auteur.
- Apocalypse Z 3. La colère des justes (Plaza & Janés, 2011)
- El último pasajero (Planeta, 2013)
- Fulgor (Planeta, 2015)
- Veinte (Planeta, 2017)
- La puerta (Planeta, 2020)
- La ladrona de huesos (Planeta, 2022)
- Cuando la tormenta pase (Planeta, 2024)

## Prix et récompenses
- 29e édition du prix du roman Fernando Lara (2024) pour son œuvre « Cuando la tormenta pase »[14].